# Ferocactus flavovirens
Ferocactus flavovirens ist eine Pflanzenart aus der Gattung Ferocactus in der Familie der Kakteengewächse (Cactaceae). Das Artepitheton flavovirens leitet sich von den lateinischen Worten flavus für ‚gelb‘ sowie virens für ‚grün werdend‘ ab und verweist auf die Farbe der Triebe der Art.

## Beschreibung
Ferocactus flavovirens wächst mit zahlreichen Trieben und bildet  Polster mit Höhen von bis zu 1 Meter und einem Durchmesser von mehr als 2 Metern aus. Die kugelförmigen bis zylindrischen, hell- oder trübgrünen Einzeltriebe weisen bei Durchmessern von bis zu 40 Zentimeter Wuchshöhen von 30 bis 40 Zentimeter auf. Es sind 13 scharfkantige Rippen vorhanden. Die darauf befindlichen Areolen stehen weit voneinander entfernt. Die daraus entspringenden nadeligen Dornen sind hellbraun bis grau. Die vier bis sechs ausstrahlenden Mitteldornen sind bis zu 8 Zentimeter lang. Der untersten von ihnen ist am längsten und abwärts gerichtet. Die etwa 12 bis 20 Randdornen sind ausstrahlend. Die oberen sind gelegentlich heller gefärbt und borstenartig.
Die trichterförmigen, gelben bis gelblich roten Blüten erscheinen aus jüngeren Areolen an der Triebspitze. Sie erreichen eine Länge von bis zu 3 Zentimeter und weisen Durchmesser von 2,5 Zentimeter auf. Die bis zu 2,8 Zentimeter langen, ellipsoiden Früchte sind rot und vollständig mit langen, braunen, borstigspitzen Schuppen bedeckt, die bewimpert sind.

## Verbreitung, Systematik und Gefährdung
Ferocactus flavovirens ist in den mexikanischen Bundesstaaten Puebla und Oaxaca verbreitet.
Die Erstbeschreibung als Echinocactus flavovirens erfolgte 1841 durch Michael Joseph François Scheidweiler. Nathaniel Lord Britton und Joseph Nelson Rose stellten sie 1922 in die Gattung Ferocactus. Weitere nomenklatorische Synonyme sind Bisnaga flavovirens (Scheidw.) Orcutt (1926) und Parrycactus flavovirens (Scheidw.) Doweld (2000).
In der Roten Liste gefährdeter Arten der IUCN wird die Art als „Endangered (EN)“, d. h. als stark gefährdet geführt.

## Nachweise